# George Johansson
Nils George Raymond Johansson, född 23 april 1946 i Stockholm, är en svensk journalist och författare av barn- och ungdomsböcker, vanligen rörande teknik eller science fiction. 
Johansson har givit ut datorspel, ljudböcker och korta animerade filmer med barnboksfiguren Mulle Meck. Mulle Meck var också årets utställning på Junibacken 2002–2003. Utställningen fortsatte på Hälsinglands museum i Hudiksvall. Mulle Meck har också snickarverkstad för barn på Nääs gamla slöjdseminarium i Lerum. CD-ROM spelet Bygg hus med Mulle Meck vann också Bologna New Media Prize 2003. 
Uppbrott från Jorden och Datorernas död har dramatiserats i form av radioteater. Serien Universums öde har också blivit rollspel genom Daniel Lehto AB. Böckerna ges ut på nytt sedan 2019. Den tredje delen i serien, Datorernas död, anses vara Sveriges första cyberpunkroman.
Parallellt med författandet har George Johansson arbetat som journalist från unga år. Han var med och startade tidningen Bilsport 1962. Han har skrivit i tidningen Fart, Östersunds-posten, Teknikens värld, Aftonbladet och sedan huvudsakligen arbetat på Dagens industri (i redaktionsledningen, som reporter och som utlandskorrespondent i Bryssel och baltiska staterna Estland och Lettland). Han har även arbetat som chefredaktör på Teknikens värld.
Åren 1988–1990 arbetade han i regeringskansliet som pressekreterare och politiskt sakkunning åt miljö- och energiminster Birgitta Dahl.
Johansson har fyra barn. En av hans söner, Erik Johansson, är skådespelare.